# Nävelsjö kyrka
 Nävelsjö kyrka är en kyrkobyggnad i Växjö stift. Den är församlingskyrka i  Nävelsjö församling.

## Kyrkobyggnad
Nävelsjö kyrka  är en av de medeltida kyrkor i Njudung som undgått rivning under 1800-talets stora byggnadsperiod av nya, stora och rymliga salskyrkor. Kyrkan ingår i den grupp av nio  medeltida kyrkor omkring Vetlanda och Sävsjö som kommit att kallas Njudungskyrkorna eftersom byggnadsstilen är densamma. De är ursprungligen uppförda under 1100-talet i romansk stil. Det har antagits att stenmästare som deltagit i byggandet av Lunds domkyrka satt sin prägel på kyrkorna. Men närheten till cistercienserordens munkar i Nydala kloster har också varit en bidragande till kyrkornas utformning.
Nävelsjö kyrka har emellertid  byggs om i tre etapper. Den ursprungliga delen är korabsiden som uppförts i mitten av 1100-talet. Långhuset byggdes 1182, vilket har konstaterats genom en dendrokronologisk undersökning av en takbjälke. År 1760 byggdes kyrkan ut åt norr med ett nytt långhus. Denna ombyggnad ledde till att koret  fick sin plats i söder. I dag är den medeltida korabsiden dopkapell. Kyrkans klockor har sin plats i en klockstapel uppförd 1682.

## Inventarier
- Dopfunt från 1100-talet med reliefer av  fabeldjur. Huggen av Bestiarius.
- Altaruppsats utförd 1761 av Johan Ullberg. Centralmotiv: Kristus på korset.
- Predikstol tillverkad 1669. I korgens fält de fyra evangelisterna; Matteus, Markus, Lukas och Johannes. Baldakin från 1691.
- Sluten bänkinredning.

## Orgeln
- 1852 bygger Johannes Magnusson, Lemnhult en orgel med 8 stämmor.
- Den nuvarande orgeln är byggd 1937 av Olof Hammarberg, Göteborg. Den har 10 stämmor. Orgelfasaden härrör från en tidigare orgel byggd  1852. Orgeln är pneumatisk och har en svällare för hela orgeln samt fasta kombinationer.

| Manual I      | Manual II     | Pedal      | Koppel   |
| Principal 8´  | Rörflöjt 8´   | Subbas 16´ | I/P      |
| Gedakt 8´     | Salicional 8´ |            | II/P     |
| Oktava 4'     | Gemshorn 4'   |            | II/I     |
| Mixtur 4 fack | Kvinta 2 2/3' |            | I 4'/I   |
|               | Blockflöjt 2' |            | II 16'/I |
|               |               |            | II 4'/I  |

## Bildgalleri

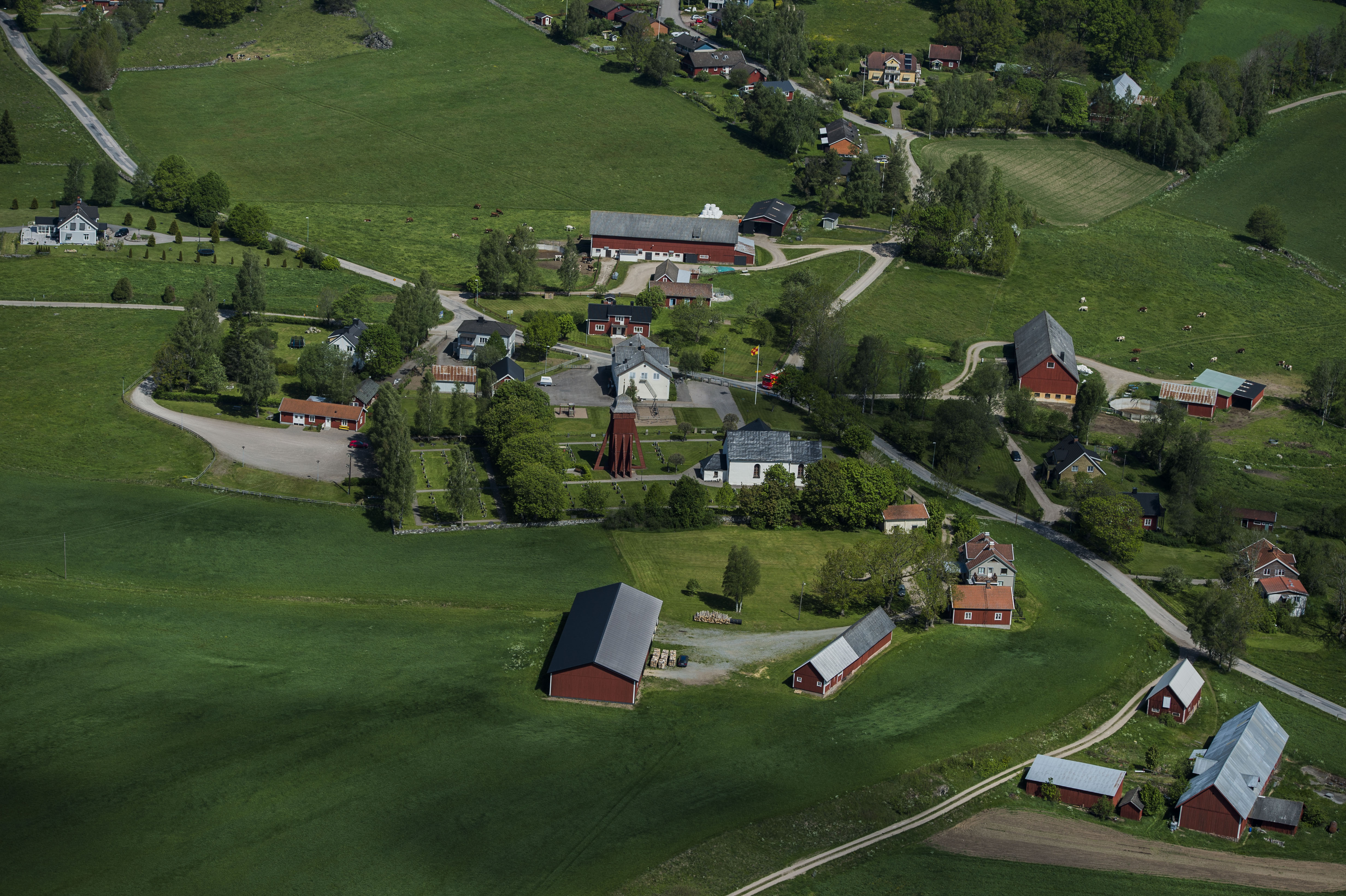
Kyrkan i landskapet
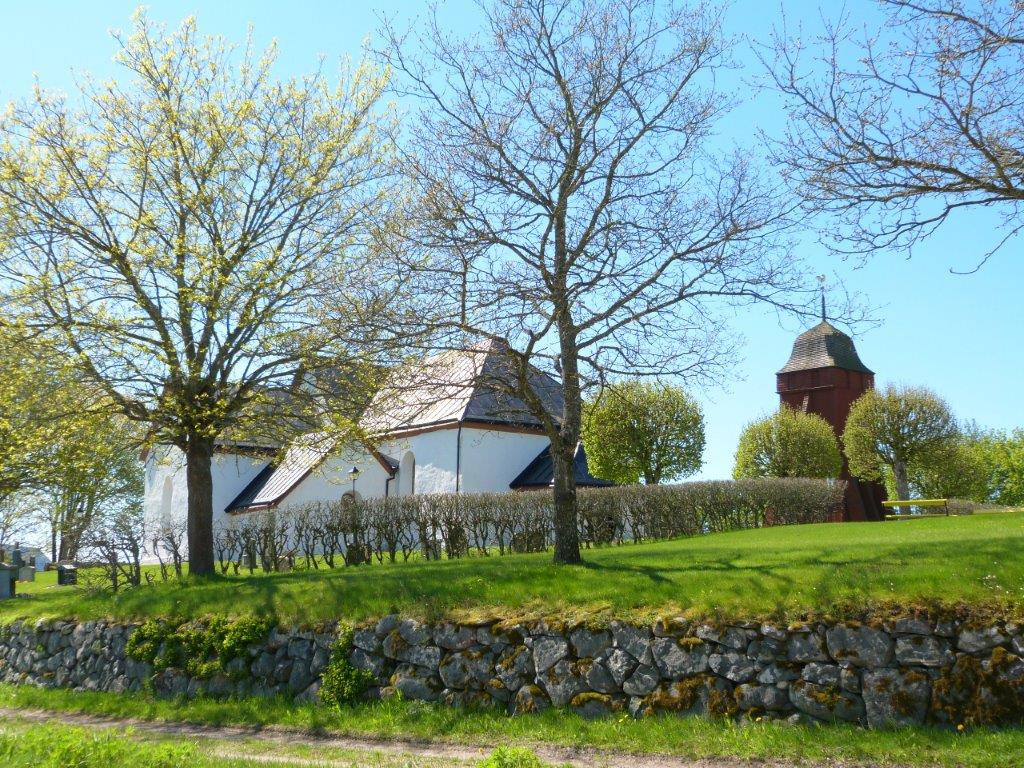
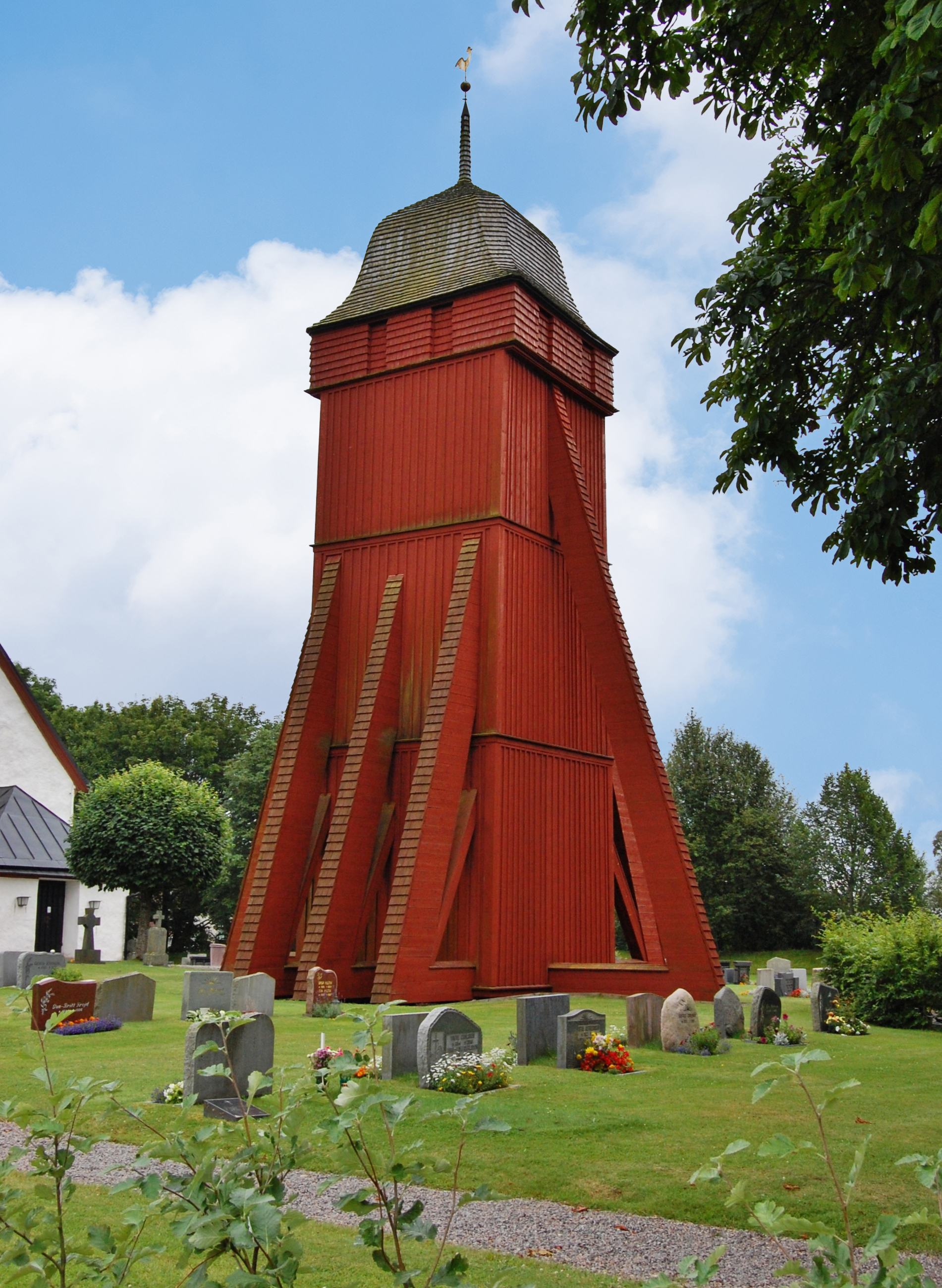
Klockstapeln
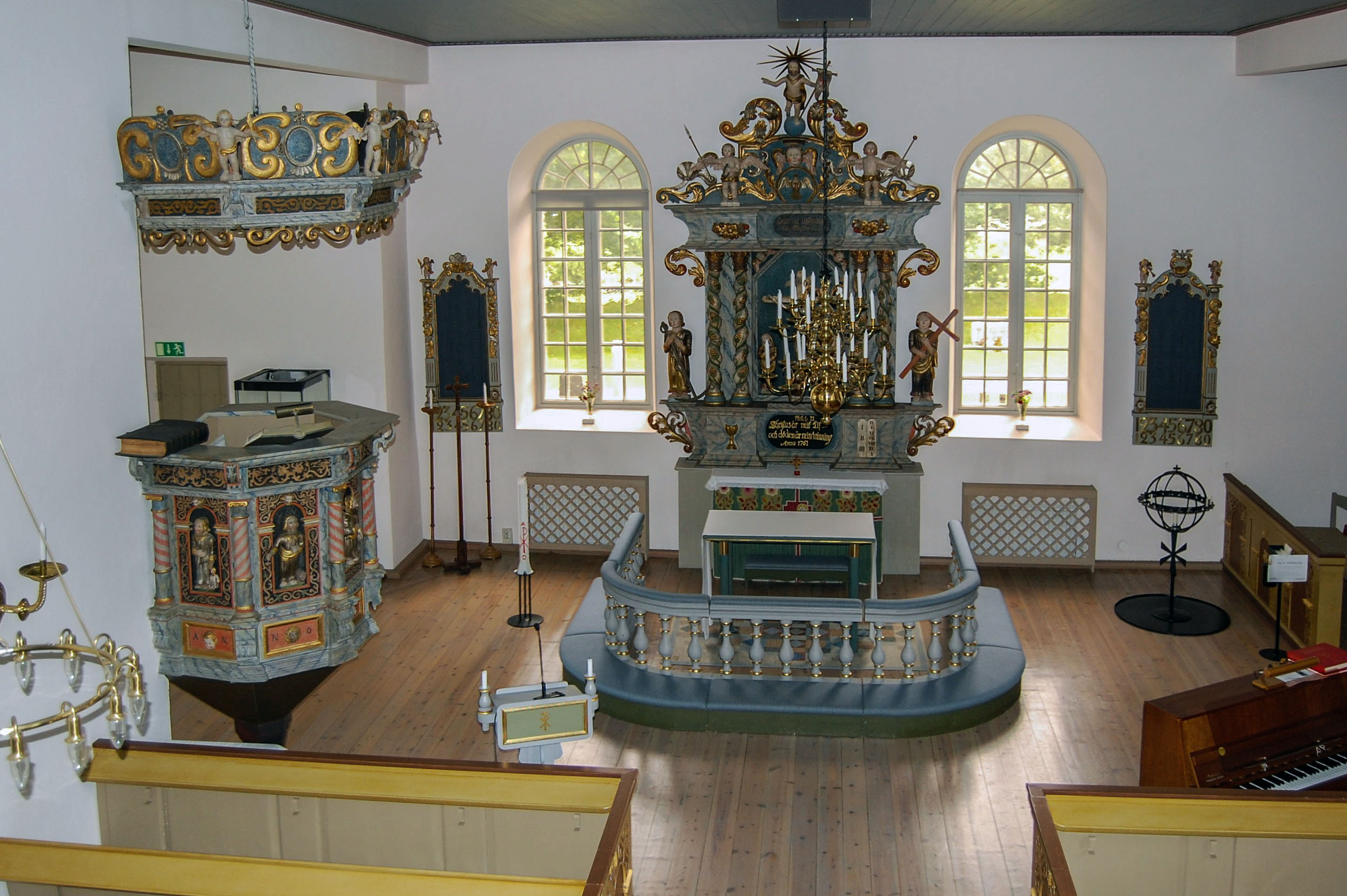
Interiörn från läktaren
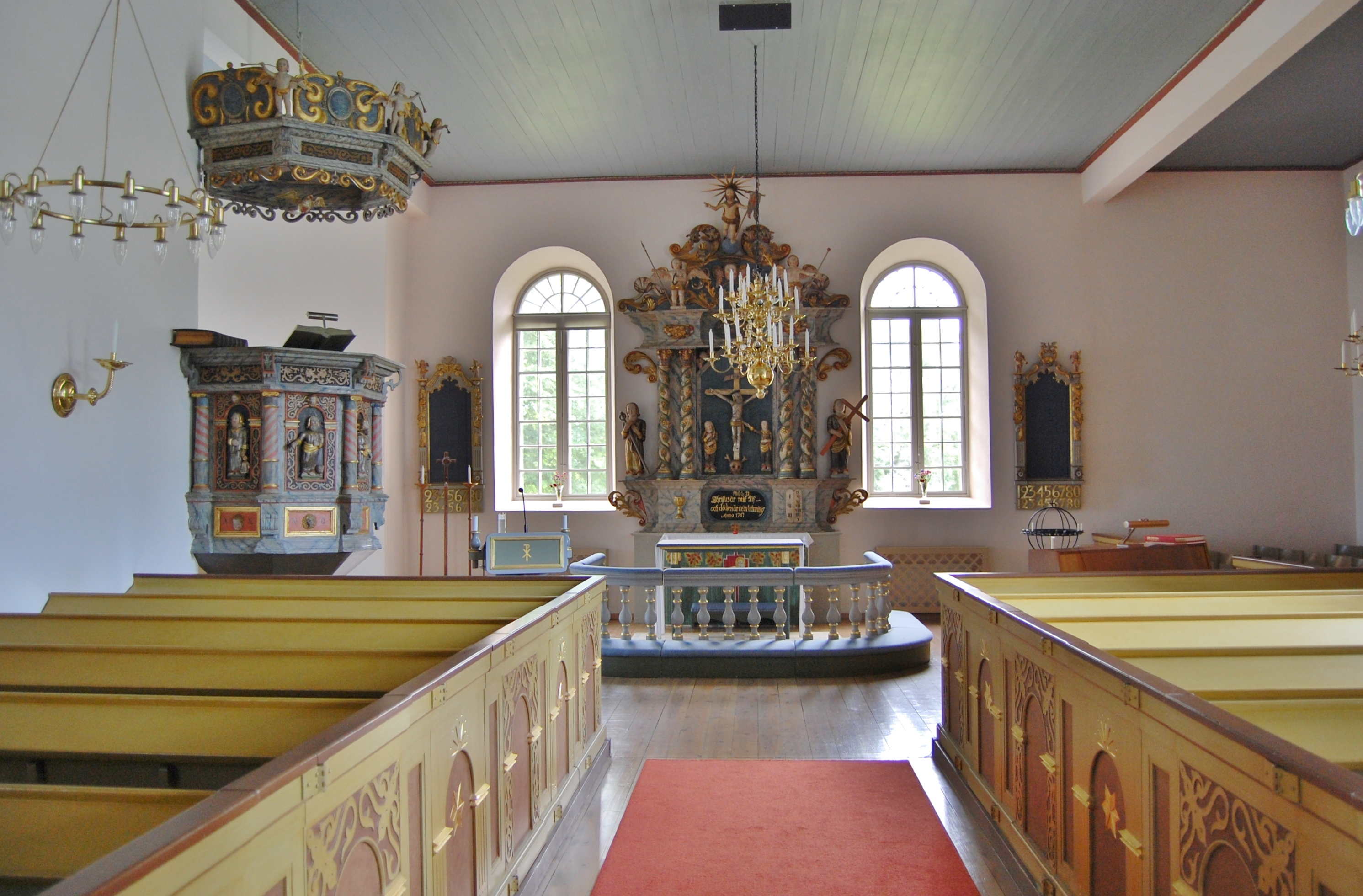
Interiör
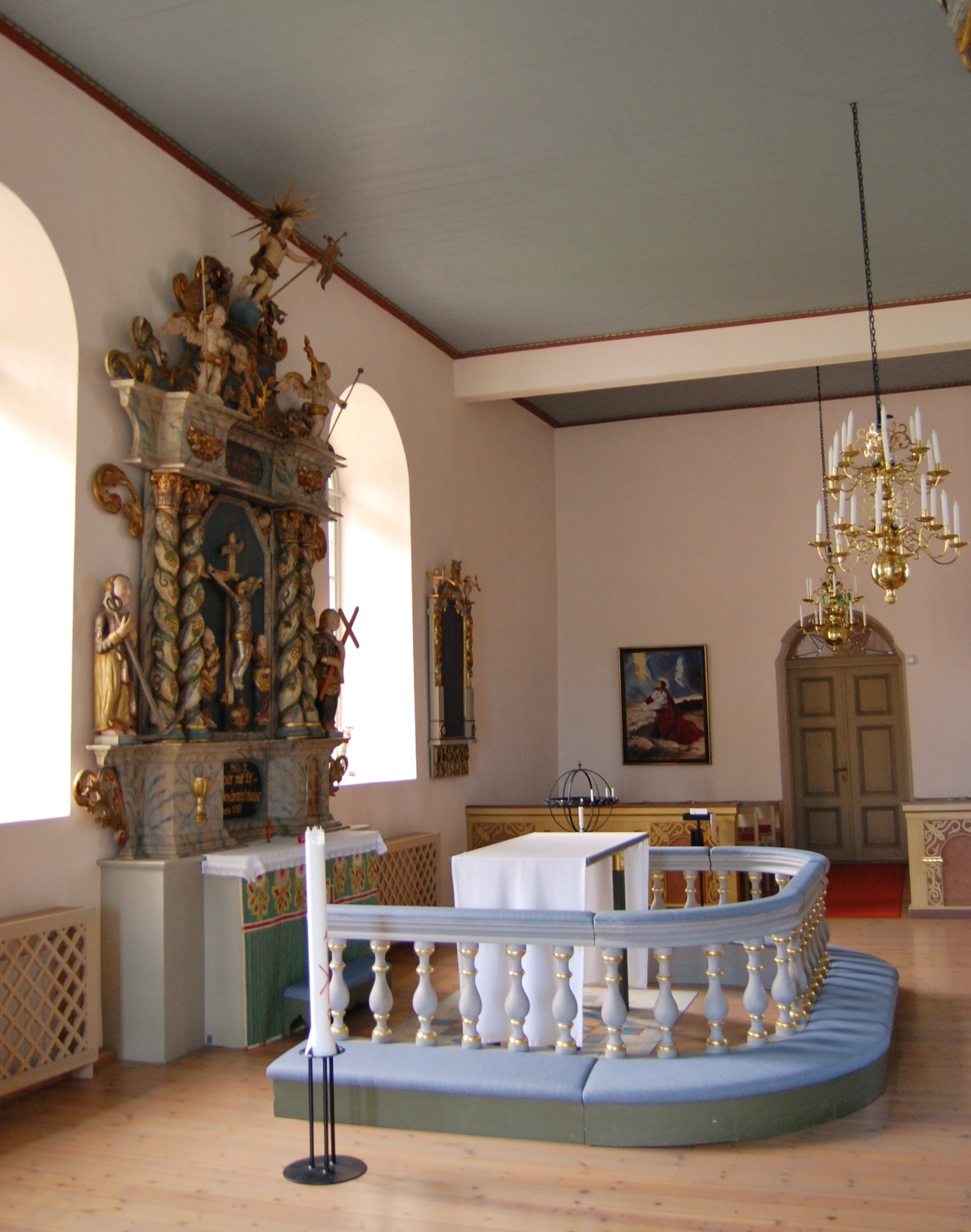
Koret
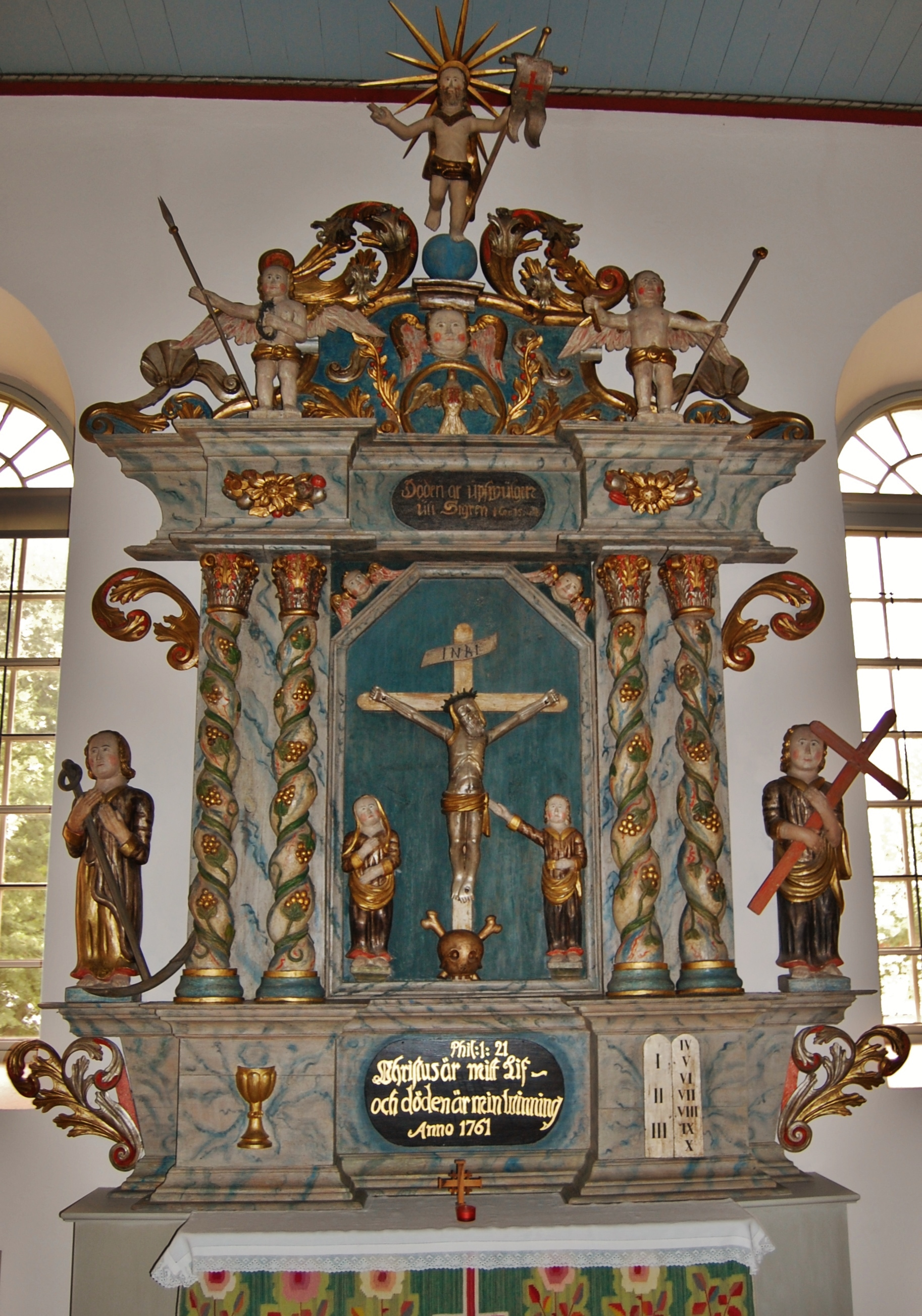
Johan Ullbergs altaruppsats
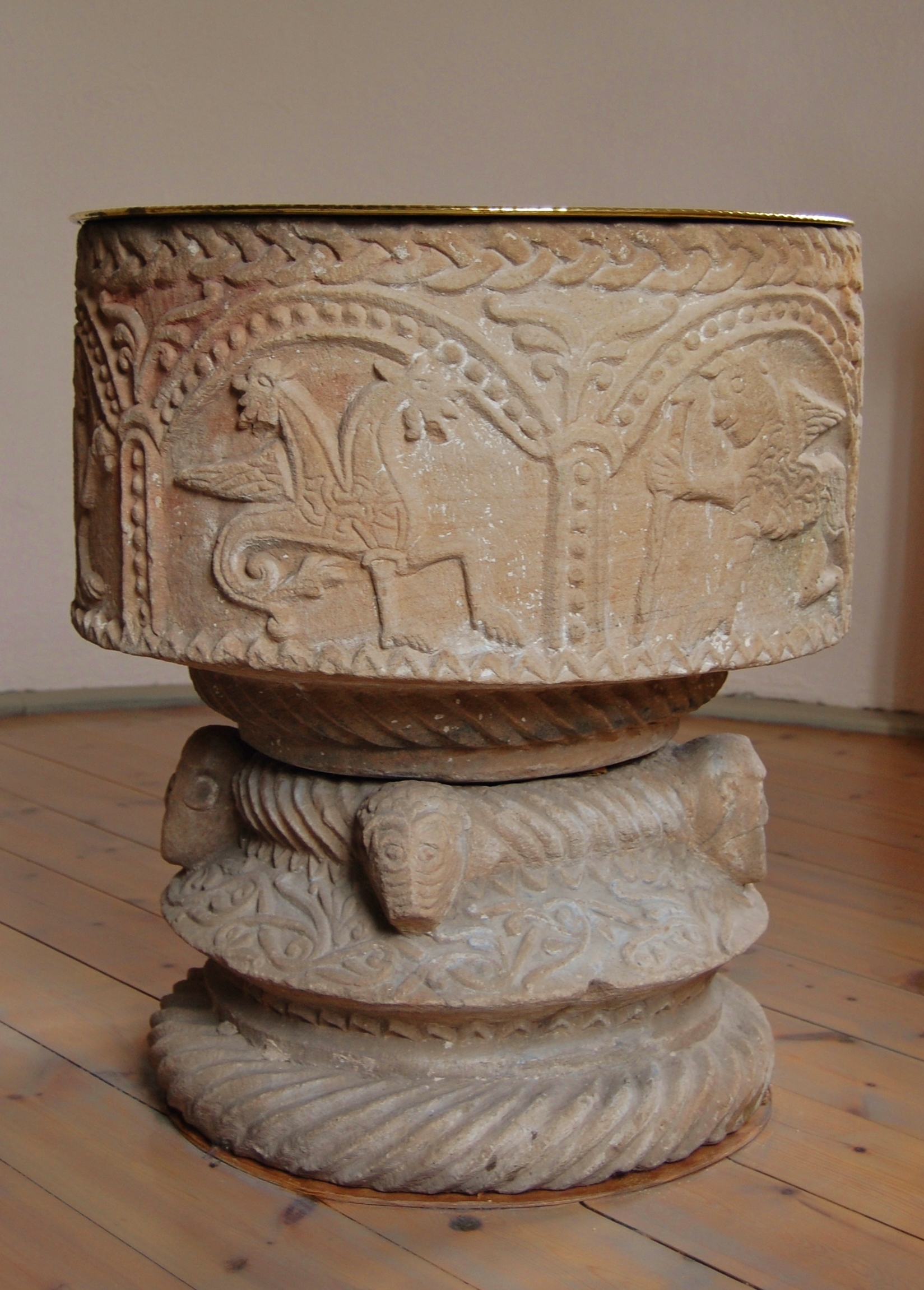
Medeltida dopfunt
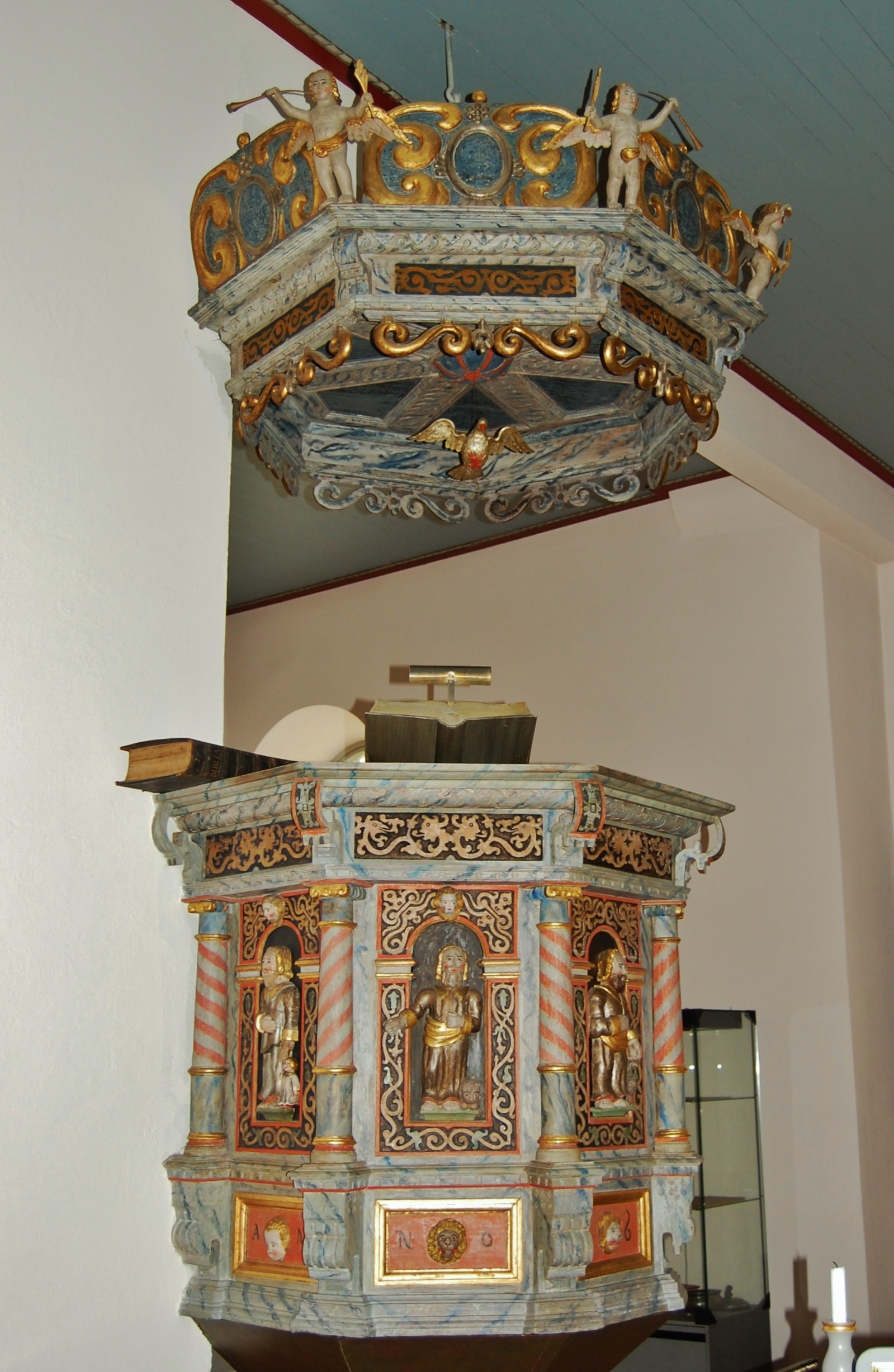
Predikstol i  barock
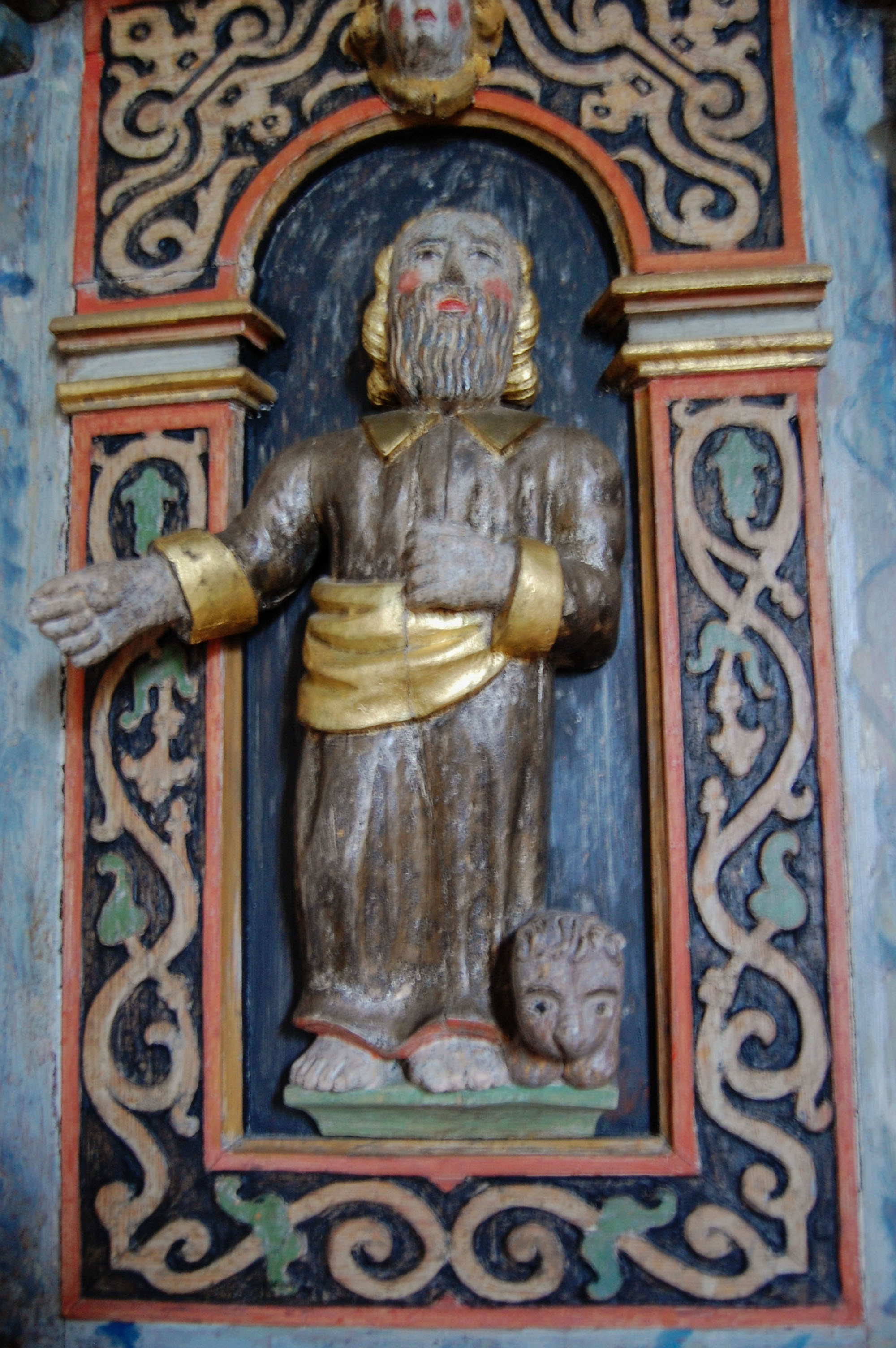
Evangelisten Markus
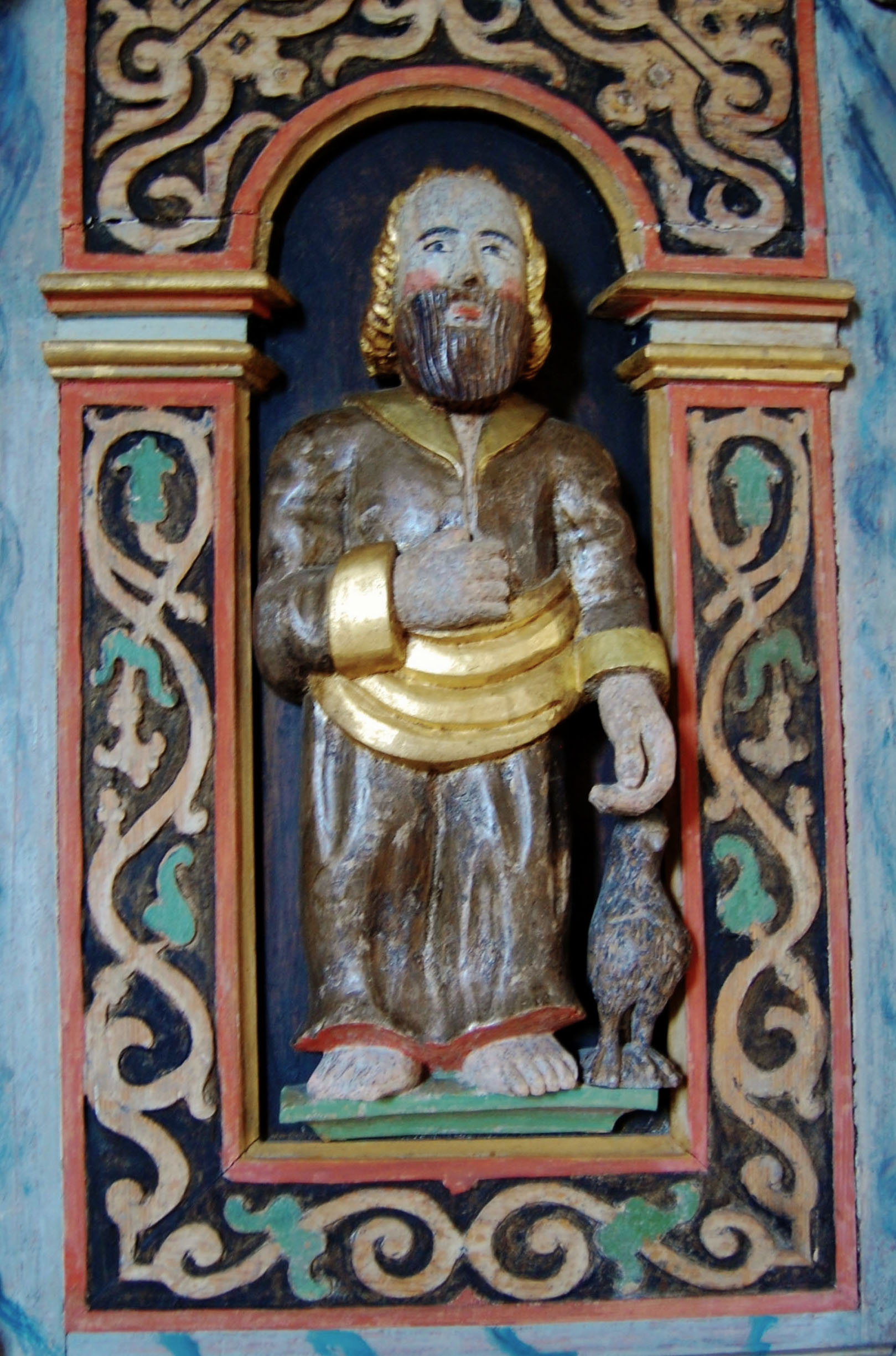
Evagelisten Johannes
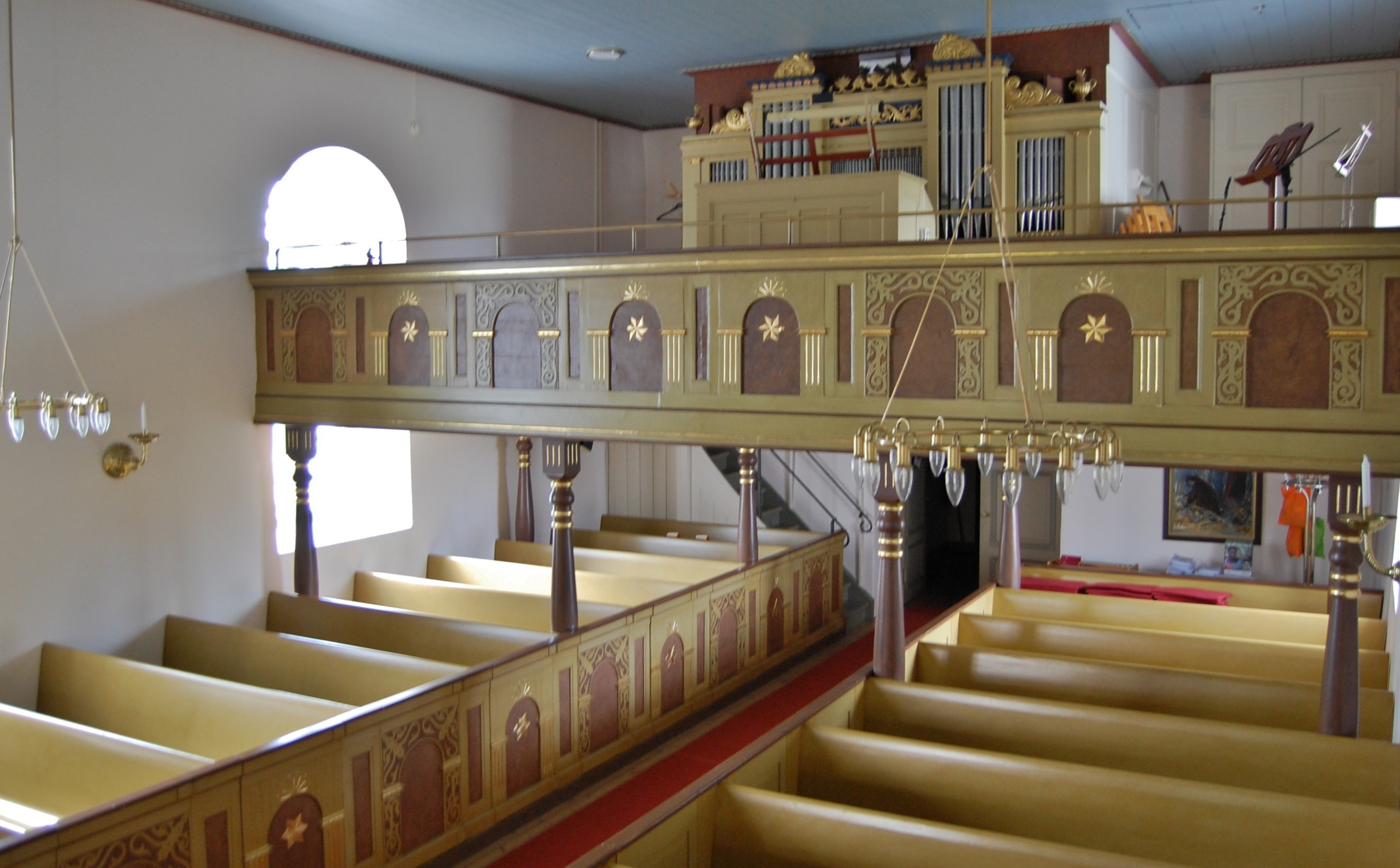
Kyrkorummet  med orgelläktaren
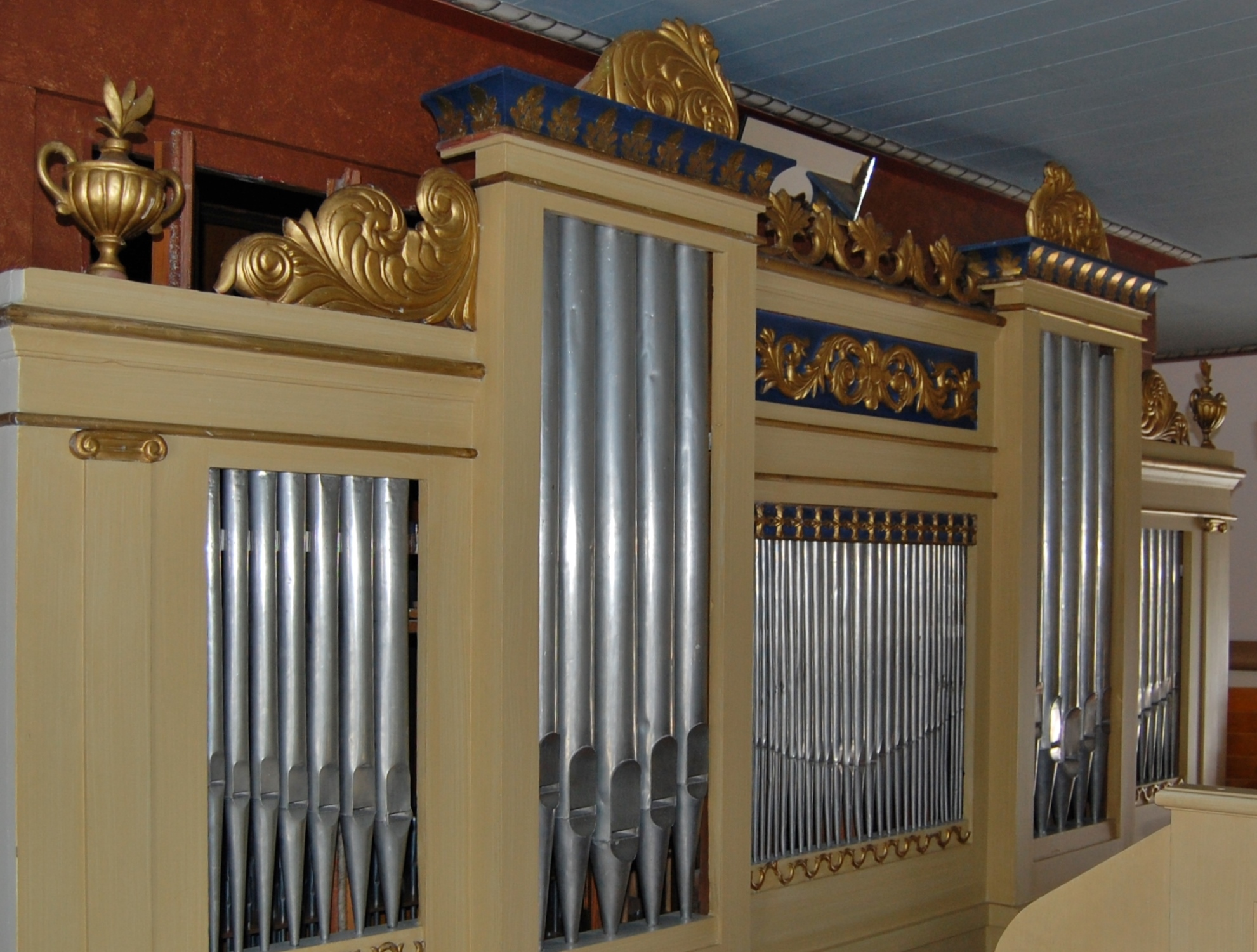
Orgeln med fasad från Magnussons orgel

### Webbkällor
- NJUNDUNGSKYRKOR Carina Hördegård
- Riksantikvarieämbetet,Nävelsjö kyrka
- Ljudfil  Njudungskyrkorna
- Historiska museet:bildvärld 910722F4
- Wikimedia Commons har media som rör Nävelsjö kyrka.